# Timofiej Kaczin
Timofiej Fiedotowicz Kaczin (ur. 1900 we wsi Bolszaja Rieczka w powiecie kabańskim w guberni irkuckiej, zm. w lutym 1983 w Kursku) – podpułkownik NKWD, wykonawca zbrodni katyńskiej.

## Życiorys
Miał wykształcenie średnie, od 1928 funkcjonariusz OGPU i członek WKP(b), 22 marca 1936 mianowany młodszym lejtnantem, a 29 stycznia 1937 lejtnantem bezpieczeństwa państwowego. Od listopada 1939 do czerwca 1942 asystent naczelnika i zastępca szefa Zarządu NKWD obwodu kalinińskiego (obecnie obwód twerski), na tym stanowisku brał udział w mordowaniu polskich jeńców z obozu w Ostaszkowie, za co 26 października 1940 został nagrodzony przez ludowego komisarza spraw wewnętrznych ZSRR Ławrientija Berię. Od grudnia 1943 zastępca szefa Zarządu NKWD/MWD ZSRR obwodu winnickiego w stopniu podpułkownika, od czerwca 1946 zastępca szefa oddziału Zarządu MWD obwodu kurskiego, od 8 stycznia 1949 szef Oddziału do Walki z Bandytyzmem Zarządu MWD obwodu kurskiego, później zastępca szefa oddziału Zarządu MGB obwodu kurskiego, 7 kwietnia 1951 zwolniony ze względu na stan zdrowia. Wartownik Sztabu Ochrony Cywilnej w Kursku, zastępca gospodarczy sądu obwodowego, zastępca dyrektora ds. gospodarczych w szkole muzycznej. Odznaczony Orderem Czerwonego Sztandaru (15 stycznia 1945).